# Хульда Лундін
Хульда Лундін (швед. Hulda Lundin) — шведська кравчиня та педагогиня, яка заклала основу сучасної швейної освіти. Вона була засновницею так званої «Шведської державної шкільної системи ручного навчання» та служила інспектором жіночих слойдів у державних школах Стокгольма. Уряд Швеції надав Лундін стипендію на Всесвітній Колумбійській виставці 1893 року в Чикаго.

## Ранні роки та освіта
Хульда Софія Лундін була дочкою Андерса Лундіна та Крістін Андерссон, а також сестрою модниці, модельєра та кравця Августи Лундін та акторки Анни Дідріх. І Лундін, і її старша сестра Августа навчилися шити у свого батька, який був кравцем.

## Кар'єра

### Вчителька
У період з 1862—1866рр Лундін працювала вчителькою Дальської жіночої школи. У 1867 році вона переїхала зі свого рідного міста Сканія до Стокгольма, щоб працювати вчителем із особливим розпорядженням, оскільки не закінчила коледж. Вона отримала посаду вчительки читання в класі для початківців. Цікавим є факт, що корінні жителі Сканії мають труднощі з вимовою деяких букв алфавіту, отже, це була надзвичайно складна ситуація для молодої двадцятирічної вчительки, але спосіб, у який вона подолала труднощі, є ключем до її характеру. Про це вона сказала: «Як сканістка, я не могла правильно вимовляти звуки „r“ і „à“. Я шукала інспектора Меєрберга і сказала йому: „Я не можу навчити читати початківців; я не можу навчати читання природним методом. Чи можу я не мати клас старших дітей для навчання?“ Відповідь інспектора була: „Навчись того, чого не знаєш!“ Тож рано вранці й пізно ввечері я вимовляла „р“, розміщував свої губи й голосові органи у всіх можливих і неможливих положеннях, шукаючи чисте „о“, і я змогла. Це був урок, який мав для мене практичну цінність для мого життя; я відкрив, що труднощі і так звані неможливості можна подолати!»
Лундін розпочала свою вчительську кар'єру у вдалий час, оскільки незадовго до того, як питання ручного навчання в школах почало займати уми педагогів, і в 1881 році було вирішено надіслати вчительку за рахунок відзначив меморіальний фонд Ларса Гієрти, щоб вивчити німецьку систему Розалі Шалленфельд у застосуванні до ручної роботи для дівчат.

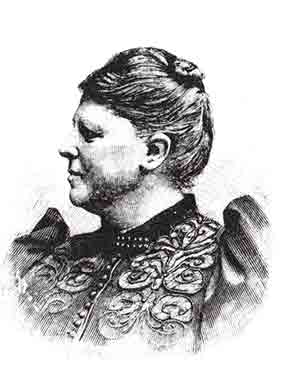
Хульда Лундін (1880)

Лундін відвідала Німеччину, аби з'ясувати причину такої винахідливості дітей цієї країни. Після уважних спостережень вона здобула достатні знання про спритну й геніальну роботу, яку вони виконували, і про спосіб, у який вона була виконана. Повернувшись до Швеції, вона запровадила в державних школах своєї рідної країни ґрунтовну і практичну систему ручної праці. Цій системі навчають як хлопчиків, так і дівчаток. Латка, штопка, в'язання спицями, гачком, гладке шиття, конструювання, розкроювання та виготовлення одягу є частиною їхнього щоденного навчання.  Після поїздки до Німеччини в 1881 році Лундін почав формувати педагогіку, яка називалася чергуванням «Lundinska kursen, Stockholm method» і «Folkeskolans method». Педагогіка була натхненна навчанням Розалі Шалленфельдт жіночим ремеслам у Німеччині та включала методологічний процес навчання, де різні елементи навчання слідували один за одним у визначеному порядку. У педагогіці також був присутній елемент, де реміснича освіта розвивалася кількома іншими шляхами, наприклад, шляхом навчання поза порядком. Метод Шалленфельда був запроваджений експериментальним шляхом в двох школах Стокгольма, і для вчителів були створені відповідні класи. Комітети інших міст незабаром побачили цінність нової методики, запросили Лундін створити такі класи для їхніх вчителів, і вона це зробила, поїхавши навіть до Фінляндії, щоб запровадити систему. Згодом Лундін почала навчати інших вчителів своїм методам навчання, що характеризувалося викладанням слойд у Швеції в другій половині 19 століття.
У 1884 році уряд направив її до Карлсруе для подальшого вивчення цього предмету, а після повернення в 1885 році вона була призначена інспектором жіночих шкіл у всіх державних школах Стокгольма. У 1887 році Лундін відвідала Францію та Бельгію від імені держави, а через два роки здійснила другу дослідницьку поїздку до Франції за власний кошт. Результатом цих студентських мандрівок був розумний, розбірливий збір матеріалу, завдяки використанню якого, шляхом адаптації до потреб і умов її власної країни, була розроблена нова незалежна система, яка в багатьох аспектах значно перевершувала німецьку. . Засновниця так званої «шведської державної шкільної системи ручного навчання» мала задоволення від того, як її систему використовують у Норвегії, Данії, Фінляндії та навіть у США, де її впровадили в Нью-Йоркському коледжі підготовки вчителів.
Серед своїх зусиль, спрямованих на поширення своєї системи та досягнення хороших результатів, які, як показав досвід, Лундін підготувала й опублікувала кілька книжок, які описували її, подавали програми роботи в різних класах школи та містили ілюстрації. Експонат системи дівчат Лундіна був відправлений до Чикаго, де був виставлений у Шведському будинку та в Жіночому павільйоні, розташованому у вертикальних ящиках, прикрашених орнаментом у стилі вікінгів.

## Праці
- «Klädsömnad: Handledning i Måttagning, Mönsterritning och tillklippning af fruntimmerskläder» (шведською)
- «Franska skolförhållanden: Reseanteckingar» (шведською)
- «Handledning i metodisk undervisning i kvinnlig slöjd» (шведською)
- «En efterskörd från Chicagoutställningen» (шведською)
- «Klädsömnad: Handledning i måttagning, mönsterritning och tillklippning af fruntimmerskläder: Med 9 teckn: r : Till skolans och hemmets tjänst» (шведською)
- «Föredrag hållet vid Hulda Lundins söjdkurs 25-års-jubileum» (шведською)